# Randi Zuckerberg
Randi Jayne Zuckerberg (Palo Alto, California; 28 de febrero de 1982) es una empresaria estadounidense. Es jefa de mercadotecnia (marketing) de la red social Facebook y es la hermana del fundador de esta red y CEO, Mark Zuckerberg.
Es dueña de su agencia de publicidad, autora de los libros “Dot Complicated” y “Dot”, y creadora de Facebook Live.
Zuckerberg tiene tres hijos; Ashler, nacido el 1 de mayo de 2011, Simcha, el 10 de octubre de 2014 y luego Shira Zuckerberg Tworetzky que nació a principios de julio de 2019. Sus tres hijos son fruto de su relación con Brent Tworetzky. Su matrimonio con Tworetzky tuvo lugar el año 2008 en Jamaica.
Es tía de las hermanas Chan Zuckerberg, Maxima, nacida el 1 de diciembre de 2015, August, el 28 de agosto de 2017 y de Aurelia quién nació el 24 de marzo de 2023. Maxima, August y Aurelia son hijas de su hermano, el empresario multimillonario Mark Zuckerberg juntos a su esposa, la pediatra estadounidense de ascendencia China, Priscilla Chan.

## Carrera
Tras ejercer como líder del área de marketing de Facebook, Zuckerberg formó su propia compañía de publicidad llamada Zuckerberg Media, donde se dedicó a asesorar a marcas y a dictar charlas alrededor del mundo. Una de estas charlas fue ampliamente cuestionada debido a que no contestó preguntas relacionadas con Facebook y destinó el tiempo de su presentación a cantar la canción principal de la película Frozen. Los asistentes a la charla decidieron presentar una demanda colectiva al Servicio Nacional del Consumidor chileno.
Es la creadora de Facebook Live y del dibujo DOT, por lo que se considera una «amante a la tecnología». La primera transmisión en vivo sólo la vieron dos personas: sus papás, y con el tiempo, Facebook Live pasó de ser un proyecto de hackatón a un trabajo de tiempo completo.